# ОШ „Моша Пијаде” Мало Црниће
ОШ „Моша Пијаде” у Малом Црнићу, седишту општине Мало Црниће, државна је установа основног образовања.

## Историјат школе
Основна школа у Малом Црнићу помиње се 1885. године и наводи се као година почетак рада. Школска зграда изграђена је 1932. године и имала је две учионице. Школске године 1946/47. школа је прерасла у „прогимназију” и била је у рангу ниже гимназије, а касније у осмољетку. У интервалу од 1960. до 1965. године извршена је доградња и проширивање школског простора. У каснијем периоду уређен је и проширен простор школске кухиње.
Дана 1. октобра 1994. године школа је добила новоизграђени објекат са библиотеком, музичким кабинетом, канцеларијама, помоћним просторијама и мокрим чвором. У школи је почело да ради одељење музичке школе „Стеван Мокрањац”, 1. новембра 1995. године. 
Школа слави 1. октобар као Дан школе.